# 讙

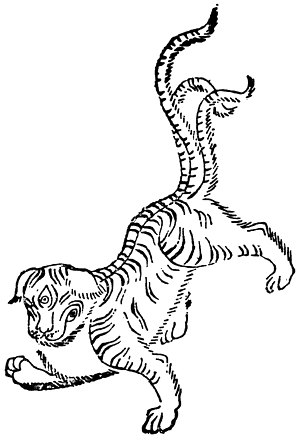
『山海経』より「讙」

讙（かん）とは、中国に伝わる怪物。

## 概要
古代中国の地理書『山海経』の西山経によると、西方にある翼望（よくぼう）山に棲むといわれている。姿は狸のようで、輝く隻眼を持ち、尾は三つだとされる。いろいろな声で鳴くことが出来、ほかの生物の鳴き声を真似することも出来るという。この讙を食べると黄疸に効果があるともされる。